# Sarlós Boldogasszony-bazilika (Máriagyűd)
A Sarlós Boldogasszony-bazilika, ismertebb nevén máriagyűdi kegytemplom egy műemlék római katolikus templom, Mária-kegyhely a Siklóshoz tartozó Máriagyűdön. A Pécsi egyházmegye leglátogatottabb zarándokhelye, amelynek 2008-ban XVI. Benedek pápa basilica minor címet adományozott.

## Építészeti jellemzői

### Az épület külseje
A jelenlegi kegytemplom helyén egy 14. században épült egyhajós templom állt, ebből mára csak a főhajó keleti fele maradt meg, amely a kegyszobor apszisával megtoldva az épület szentélyét alkotja. A szűkké vált templom 1739-es bővítésekor a nyugati felét elbontották, és egy jóval nagyobb méretű templomhajóval egészítették ki, melyet két déli tájolású harangtoronnyal, új kapuval és egy-egy oldalkápolnával láttak el. A főbejárat a két torony között nyílik, de a templom tengelyében is kialakítottak egy kaput. A mai szentély déli végében fennmaradt a középkori bejárat fakapuja, amelyet különleges alkalmakkor még ma is használnak. A szentély külsejéhez csatlakozik dél felől az 1742-ben hozzáépített Szent Mihály-kápolna, melyet Griller Mihály uradalmi tiszt építtetett hálából, hogy családjával együtt megmenekült a pestisjárványtól. Ebben a kápolnában egy boltíves mélyedés található, amely a hagyomány szerint a Szent István-kori első kápolna maradványa. A szentély északi oldalából nyílik a sekrestye, amely már a korábbi kolostorépületben található, és merőlegesen kapcsolódik a kegytemplomhoz.
A mai formájában látható barokk templom egyhajós, hossza 37 méter, szélessége 14 méter, belső magassága 22 méter. Az ikertornyos homlokzat tornyai 56 méteres magasságukkal a pécsi székesegyház után az egyházmegye második legmagasabbjai. A templom kialakítása különleges, mivel a Tenkes hegyoldalába épült, így maga a templom a lejtővel párhuzamosan helyezkedik el, a tornyok viszont a főhajó déli, lefelé néző oldalának közepére kerültek, így sokkal impozánsabbá téve az épületet, amely már messziről látható. Élénk narancssárga színe is különlegesnek tekinthető, melyet egyszerű fehér pilaszterek és párkányok, valamint bonyolult alakú barokk ablakok tagolnak.

### Harangok
A kegytemplom tornyaiban 4 harang található, mindegyiküket Szlezák László, a leghíresebb magyar harangöntő öntötte 1935-ben Budapesten. Az 5. (nagyságra a 2. legnagyobb, szintén Szlezák László által 1935-ben öntött, 981 kg-os) harangját a második világháborúban elvitték. A délkeleti (jobb oldali) toronyban található az 1676 kg-os nagyharang (Baranya vármegye harmadik legnagyobb harangja), az északnyugati (bal) toronyban pedig a több harang, melyek tömege 513 kg, 215 kg és 117 kg. Alaphangjaik: c1, g1, c2, esz2. A világháborúba elvitt harang esz1 alaphangú volt, szintén az északnyugati toronyban lakott.

## Fordítás
- Ez a szócikk részben vagy egészben  a   Basilika Mariä Heimsuchung (Siklós) című német Wikipédia-szócikk ezen változatának fordításán alapul.  Az eredeti cikk szerkesztőit annak laptörténete sorolja fel. Ez a jelzés csupán a megfogalmazás eredetét és a szerzői jogokat jelzi, nem szolgál a cikkben szereplő információk forrásmegjelöléseként.